# Newington (Connecticut)
Pour les articles homonymes, voir Newington.
Newington est une ville située dans le comté de Hartford, dans l'État du Connecticut (États-Unis). Lors du recensement de 2010, Newington avait une population totale de 30 562 habitants.

## Géographie
Selon le Bureau du Recensement des États-Unis, la superficie de la municipalité est de 13,14 milles carrés (34,03 km2), exclusivement des terres.

## Histoire
La ville est d'abord appelée Pyquag par les amérindiens, puis West Farms et Wethersfield. Son nom actuel provient probablement d'une ville anglaise nommée Newington, qui signifie « la ville près de la prairie ». Newington devient une municipalité en 1871.

## Démographie
D'après le recensement de 2000, il y avait 29 306 habitants, 12 014 ménages, et 8 253 familles dans la ville. La densité de population était de 858,5 hab/km2. Il y avait 12 264 maisons avec une densité de 12 264 maisons/km2. La décomposition ethnique de la population était : 92,48 % blancs ; 2,08 % noirs ; 0,12 % amérindiens ; 2,81 % asiatiques ; 0,05 % natifs des îles du Pacifique ; 1,20 % des autres races ; 1,26 % de deux ou plus races. 3,68 % de la population était hispanique ou Latino de n'importe quelle race.
Il y avait 12 014 ménages, dont 27,7 % avaient des enfants de moins de 18 ans, 54,9 % étaient des couples mariés, 10,7 % avaient une femme qui était parent isolé, et 31,3 % étaient des ménages non-familiaux. 26,8 % des ménages étaient constitués de personnes seules et 11,6 % de personnes seules de 65 ans ou plus. Le ménage moyen comportait 2,39 personnes et la famille moyenne avait 2,92 personnes.
Dans la ville la pyramide des âges était 20,6 % en dessous de 18 ans, 5,6 % de 18 à 24, 28,7 % de 25 à 44, 26,3 % de 45 à 64, et 18,8 % qui avaient 65 ans ou plus. L'âge médian était 42 ans. Pour 100 femmes, il y avait 88,7 hommes. Pour 100 femmes de 18 ans ou plus, il y avait 84,0 hommes.
| 1880 | 1890 | 1900  | 1910  | 1920  | 1930  |
| ---- | ---- | ----- | ----- | ----- | ----- |
| 934  | 953  | 1 041 | 1 689 | 2 381 | 4 572 |

| 1940  | 1950  | 1960   | 1970   | 1980   | 1990   |
| ----- | ----- | ------ | ------ | ------ | ------ |
| 5 449 | 9 110 | 17 664 | 26 037 | 28 841 | 29 208 |

| 2000   | 2010   | - | - | - | - |
| ------ | ------ | - | - | - | - |
| 29 306 | 30 562 | - | - | - | - |

## Économie
- Entreprises

Volvo Aero, filiale aéronautique du groupe suédois Volvo, y dispose d'une unité de production.
- Population

Le revenu médian par ménage de la ville était 57 118 dollars US, et le revenu médian par famille était $67 085. Les hommes avaient un revenu médian de $43 475 contre $35 601 pour les femmes. Le revenu par habitant de la ville était $26 881. 3,5 % des habitants et 2,2 % des familles vivaient sous le seuil de pauvreté. 3,7 % des personnes de moins de 18 ans et 3,2 % des personnes de plus de 65 ans vivaient sous le seuil de pauvreté.